# Santa Brigida al Paradiso

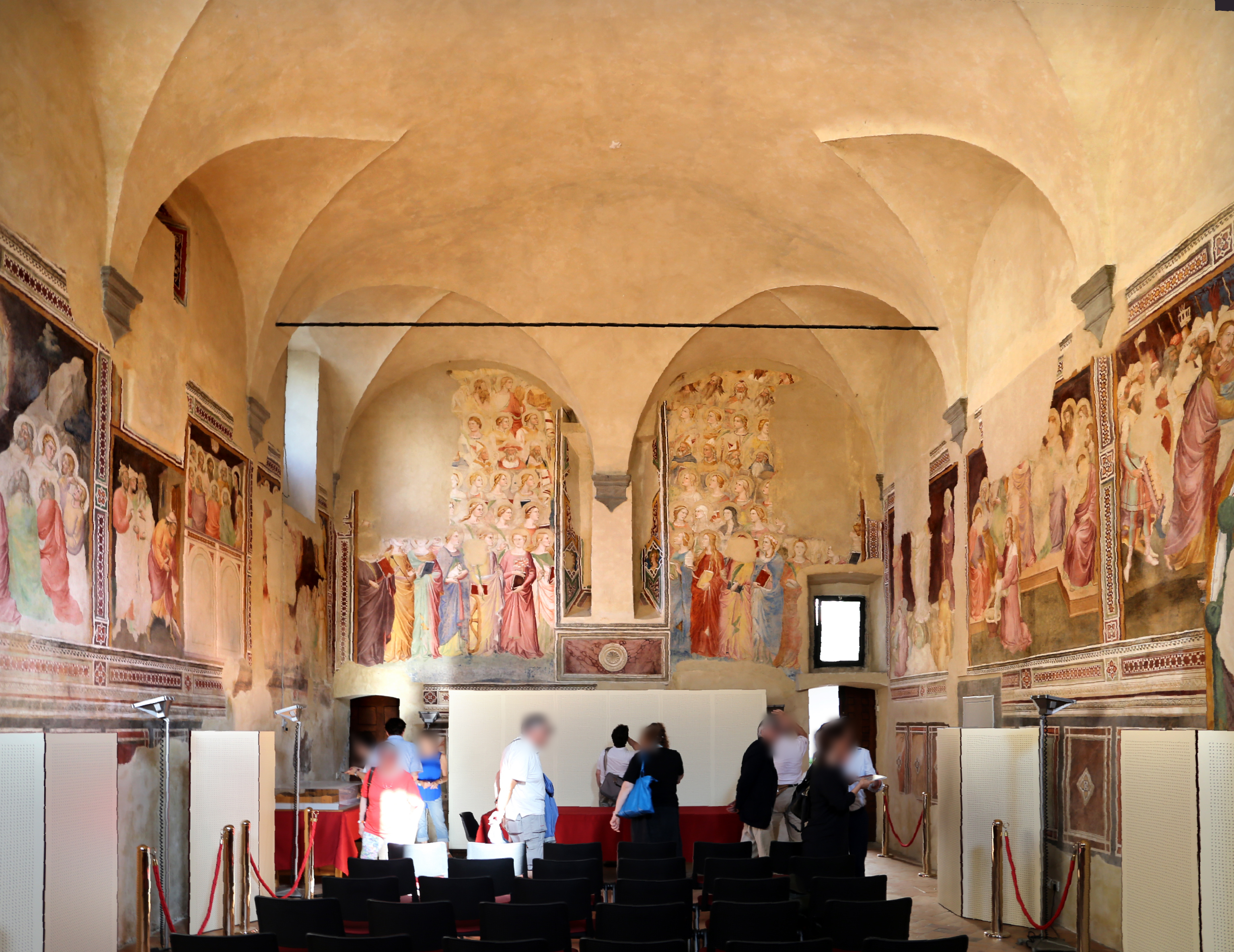
Kapelle Santa Brigida e degli Alberti, Innenraum

Die Chiesa dei Santi Salvatore e Santa Brigida al Paradiso ist ein römisch-katholisches Kirchengebäude in Florenz. Sie wurde um 1395 als Brigittenklosterkirche gebaut. In der naheliegenden antiken Capelli di Santa Brigida al Paradiso degli Alberti sind Fresken aus dem 14. Jahrhundert erhalten.

## Geschichte

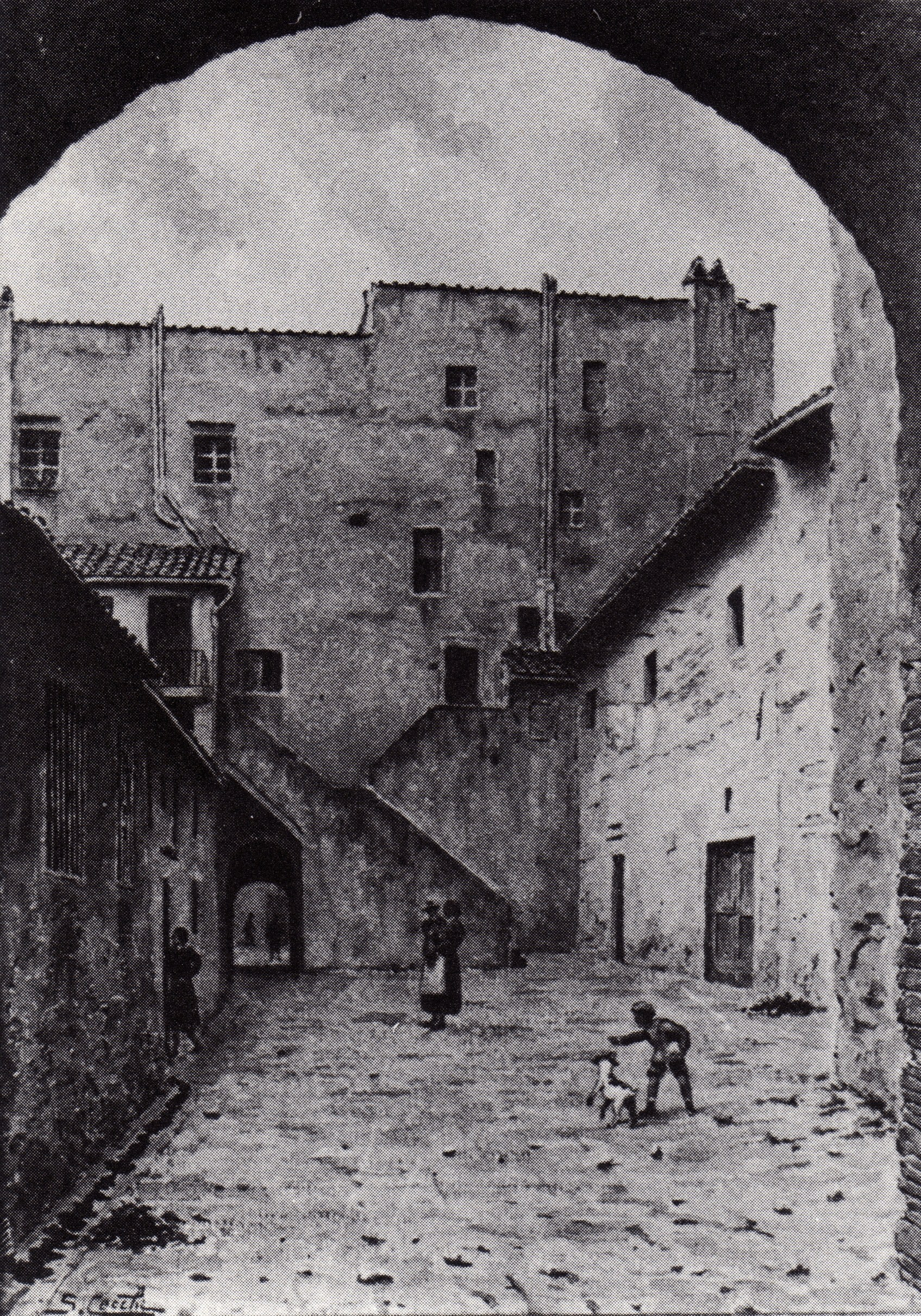
Historische Abbildung

1390 wurde von Antonio Alberti ein Konvent des Erlöserordens gegründet. Dieser war der zweite des Ordens überhaupt. 1392 kamen die ersten Mönche und Nonnen, 1395 erfolgte die päpstliche Bestätigung.
Das Doppelkloster wurde in einem Palast eingerichtet, wobei die Bereiche der Nonnen und der Mönche durch eine Mauer gemäß der Ordensregeln getrennt waren. Anfangs wurde die antike Kapelle Santa Maria e Zanobi a Fabroro als Kirche genutzt. Danach wurde eine neue Kirche Santa Brigida al Paradiso errichtet und die Kapelle zum Kapitelsaal umfunktioniert.
1529 wurde das Kloster schwer beschädigt und danach wieder hergerichtet. 1576 erließ Papst Gregor XIII. ein Verbot der Aufnahme neuer Mönche, um den in der Öffentlichkeit umstrittenen Charakter des Doppelklosters zu beenden. Seit 1594 lebten nur noch Nonnen im Kloster.
1734 wurde das Kloster durch Papst Clemens XII. aufgehoben. Das Gebäude wurde zu einem Armenhospital. 1776 zogen die letzten Nonnen in das Benediktinerinnenkloster Sant’Ambrogio della Massima um.
Von 1988 bis 1992 gab es umfangreiche Restaurierungen in der antiken Kapelle Santa Maria e Zanobi a Fabroro, bei denen einige Fresken aus dem 14. Jahrhundert freigelegt wurden.